# Coopernic
Coopernic ist eine Einkaufsgemeinschaft europäischer Einzelhandelsketten. Hauptziel ist die gemeinsame Beschaffung international handelbarer Güter, um so günstigere Preise erzielen und die Kosten von Zwischenhandel und Logistik senken zu können.

## Geschichte
Die Einkaufskooperation wurde am 25. November 2005 von zunächst fünf Unternehmen gegründet und im Februar 2006 öffentlich angekündigt. Sie hat die rechtliche Form einer Genossenschaft und ihren Sitz in Belgiens Hauptstadt Brüssel.
Gründungsmitglieder waren Colruyt (Belgien), Conad (Italien), Coop (Schweiz), E.Leclerc (Frankreich) und die REWE Group (Deutschland). Im Jahr 2006 erzielten diese Unternehmen einen Gesamtumsatz von 96 Milliarden Euro und waren in 17 Ländern vertreten. Im Verwaltungsrat hatten die fünf Mitglieder mit je zwei Vertretern Einsitz.
Im November 2007 wurde zudem bekannt, dass Coopernic 80 Prozent der Aktien von IKI, einer Einzelhandelskette in Litauen und Lettland mit 635 Millionen Euro Jahresumsatz (Prognose für 2007), übernommen hat.
Im September 2013 gaben die REWE Group, Colruyt, Conad und Coop Schweiz wegen „unüberbrückbarer Differenzen über die zukünftige Form und strategische Ausrichtung“ der Allianz die Trennung von E.Leclerc zum Jahresende bekannt. Die vier Unternehmen gründeten zum Jahresanfang 2014 eine neue Organisation namens Core. Bereits ein Jahr später trat die REWE Group wieder aus Core aus und kehrte zu Coopernic zurück.
Durch den Weggang von vier der fünf Mitglieder schien Coopernic zunächst beendet. Zum Oktober 2014 trat jedoch Coop Italia bei, zum Jahresanfang 2015 folgt die belgische Delhaize Group.